# 1E 2259 586
1E 2259+586 — ближайший к Земле магнетар (нейтронная звезда с очень сильным магнитным полем).
Магнетар открыт в 1981 году и является источником мягких повторяющихся гамма-всплесков. Находится в плоскости нашей галактики на расстоянии около 4 килопарсек (13 000 световых лет) от Земли. Возможно, является аномальным рентгеновским пульсаром. 1E 2259+586 имеет диаметр не более 20 километров и делает один оборот вокруг своей оси за 6,98 секунд.
Спутником RXTE у 1E 2259+586 был зафиксирован так называемый глитч — сбой периода вращения в сторону ускорения. В апреле 2012 года телескоп Swift зафиксировал неожиданный феномен — период вращения 1E 2259+586 внезапно сократился на 2,2 миллионных доли секунды.

## Обозначения
Объект имеет следующие идентификаторы в разных системах:
- 1E 2259+58.6
- 2E 4673
- 2E 2259.0+5836
- PSR B2259+58.6
- 1RXS J230109.7+585242
- INTREF 1098
- PSR J2301+5852